# فولكر بوفيير

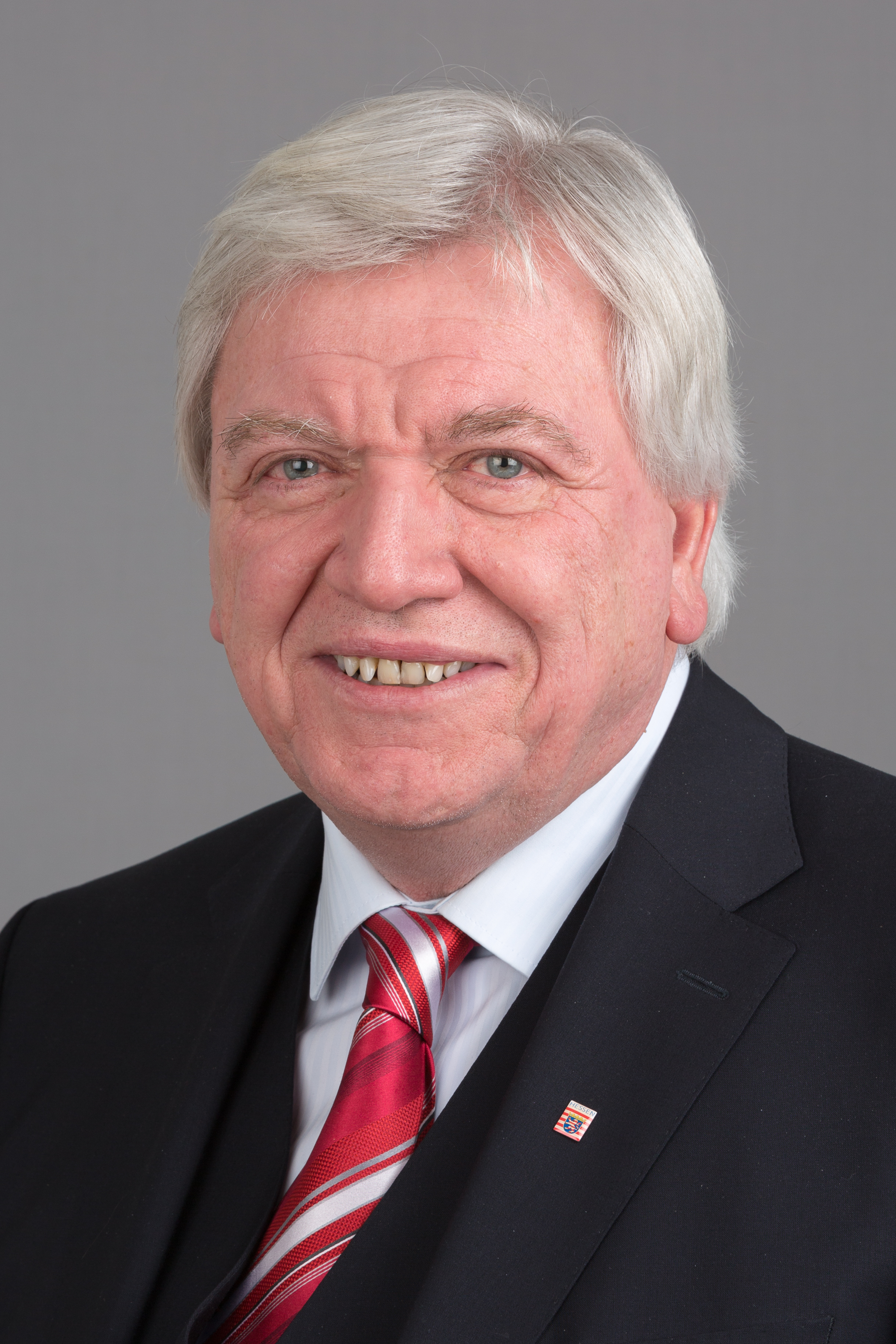
فولكر بوفيير

فولكر بوفيير (بالألمانية: Volker Bouffier) (مواليد 18 ديسمبر 1951 في غيسن)، محامي وسياسي ألماني ينتمي إلى الاتحاد الديمقراطي المسيحي (CDU). شغل من 31 أغسطس 2010 إلى 31 مايو 2022 منصب رئيس وزراء ولاية هسن ‏. من 1 نوفمبر 2014 حتى 31 أكتوبر 2015 شغل منصب رئيس البوندسرات ونائبًا لرئيس ألمانيا. كما يشغل منصب رئيس الاتحاد الديمقراطي المسيحي في هسن منذ يوليو 2010. ومن عام 1999 إلى عام 2010 كان وزيراً للداخلية والرياضة في ولاية هسن.

## اقرأ أيضاً
- الاتحاد الديمقراطي المسيحي
- البوندسرات

## روابط خارجية
- فولكر بوفيير على موقع مونزينجر (الألمانية)